# Línea G3 (TUVISA)
La línea G3 de TUVISA de Vitoria une el centro de la Ciudad con el barrio de Zabalgana.

## Características
Esta línea conecta el Centro de Vitoria con el Barrio de Armentia y el de Zabalgana, las noches de los viernes, los sábados y la de las vísperas de los festivos.
La línea entró en funcionamiento a finales de octubre de 2009, como todas las demás líneas de TUVISA, cuándo el mapa de transporte urbano en la ciudad fue modificado completamente. En julio de 2014, aumentó la frecuencia hasta servicios cada 30 minutos.
El recorrido de la línea ha sido modificado en unas cuantas ocasiones, inicialmente la línea paraba en Mendizorrotza dando servicio al barrio de El Batán. En una de esas modificaciones pasó a darse una mayor conexión a Zabalgana, consiguiendo el recorrido actual por el barrio. Antiguamente, la línea también daba servicio al barrio de Txagorritxu, haciendo paradas en la calle Chile/Plaza Barandiarán y Chile 7 (esq. Fdez. de Leceta) y subía por la Avenida Gasteiz hacia Adriano VI para acceder a Catedral; en una de las modificaciones, se suprimió el servicio por la calle Chile y se modificó por la calle Adriano VI, coincidiendo en Adriano VI 17 con la línea G4.

### Frecuencias
| noche viernes                        |        |
| de 23:00 a 06:00                     | 30 min |
| Sin servicio a las 03:30             |        |
| noche sábados y vísperas de festivos |        |
| de 24:00 a 07:00                     | 30 min |
| Sin servicio a las 03:30             |        |

## Recorrido
La Línea comienza su recorrido en la Catedral, Calle del Monseñor Cadena y Eleta. Desde este punto se dirige a la Calle Mikaela Portilla desde donde accede al Portal de Castilla. En La Plaza de la Antonia, gira a la izquierda hacia la Calle José María Cacigal, dónde da media vuelta, y en esta ocasión en la Plaza de la Antonia, busca la Avenida de Zabalgana, dónde gira a la izquierda y accede a la Calle Derechos Humanos, la cual abandona hacia la izquierda por la Avenida de la Reina Sofía. Tras girar a la derecha accede al Bulevar de Mariturri y después de nuevo a Derechos Humanos. Girando a la izquierda, entra a Iruña Veleia y Romero de Trorres, que le hacen llegar a la Avenida de las Naciones Unidas y Etxezarra. Dónde busca la Calle Pedro Asúa y Adriano VI. Tras pasar por esta última vía, accede a la Plaza de Lovaina y Magdalena. Dónde gira a la derecha y retorna al punto inicial en la Catedral.

## Paradas
| KBHFa |

| HST |

| SBRÜCKE |

| HST |

| HST |

| HST |

| HST |

| HST |

| HST |

| HST |

| HST |

| HST |

| HST |

| HST |

| STRo |

| HST |

| HST |

| KBHFe |

| KBHFa |

| HST |

| SBRÜCKE |

| HST |

| HST |

| HST |

| HST |

| HST |

| HST |

| HST |

| HST |

| HST |

| HST |

| HST |

| STRo |

| HST |

| HST |

| KBHFe |

| KBHFa |

| HST |

| SBRÜCKE |

| HST |

| HST |

| HST |

| HST |

| HST |

| HST |

| HST |

| HST |

| HST |

| HST |

| HST |

| STRo |

| HST |

| HST |

| KBHFe |

| KBHFa |

| HST |

| SBRÜCKE |

| HST |

| HST |

| HST |

| HST |

| HST |

| HST |

| HST |

| HST |

| HST |

| HST |

| HST |

| STRo |

| HST |

| HST |

| KBHFe |